# Zlatko Šimenc
Zlatko Šimenc (Zagabria, 29 novembre 1938) è un ex pallanuotista jugoslavo, vincitore di una medaglia d'argento alle olimpiadi di Tokyo 1964. In più ha ottenuto un bronzo agli Europei di Utrecht 1966. Iniziò e concluse la carriera al Mladost, dove vinse quattro Coppe dei Campioni, quattro campionati jugoslavi e cinque coppe nazionali. È il padre del pallanuotista Dubravko Šimenc, vincitore di due medaglie d'oro alle Olimpiadi.